# Lista ras z serii Gwiezdne wojny
Ułożona alfabetycznie lista ras z serii Gwiezdne wojny:

## A
- Abyssini
- Aqualianie
- Arkanianie
- Aleena
- Anxowie

## B
- Barabele
- Bimmy
- Bothanie

## C
- Chalactanie
- Cereanie

### Chissowie
Chissowie – jedna z humanoidalnych ras, zamieszkujących Nieznane Terytoria galaktyki świata Gwiezdnych wojen.
Chissowie to wysoko rozwinięty, wojowniczy lud, o niebieskiej cerze i czerwonych oczach. Stolicą Chissów jest C’ssila, planeta w Nieznanych Terytoriach. Najsłynniejszym Chissem był Wielki Admirał Thrawn.
- Chubbity
- Caridianie
- Cowayowie
- Codru-Ji

## D
- Drolle
- Dantarianie
- Durosi
- Duganie
- Drovianie
- Devlikkanie

## E
- Ewoki
- Etti
- Er'Kit
- Endorfianie

## F
- Fia
- Firrerreonianie
- Fluggrianie

## G
- Gamorreanie
- Gotalowie
- Gadosi
- Gopsy
- Glymphidzi
- Gran

### Gunganie
Gunganie to rasa ziemnowodnych humanoidów zamieszkujących Naboo. Jednym z dowódców ich armii był Jar Jar Binks.
Pojawiają się zarówno w trylogii prequeli Gwiezdnych wojen jak i serialu Gwiezdne wojny: Wojny klonów.

## H
- Huttowie
- H'drachi
- Hysalrianie(prawdopodobnie wymarli)

## I
- Iktotchi
- Ixlle
- Ithorianie

## J
- Jawowie

## K
- Kalamarianie

### Kaleesh
Kaleesh – rasa, która zamieszkiwała planetę Kalee. Należał do niej również Generał Grievous (Qymaen jai Sheelal). Kaleeshanie mieli ciemną skórę, sześciopalczaste ręce wyposażone w pazury (tak jak nogi) oraz nosili „zewnętrzną czaszkę” ochraniającą ich głowę.
- Kaminoanie
- Kel Dor
- Killik
- Kurtzeni
- Koorivarzy
- Khommowie
- Klatooinianie

## L
- Lannik
- Ludzie
- Ludzie Pustyni (Tuskeni)

## M
- Mandalorianie
- Miraluka
- Mluki
- Moochersi
- Mon Calamari
- Mrlssi
- Muun - Pochodzili z planety Muunilist. Szczupli, wysocy humanoidzi z pionowo wydłużonymi czaszkami i spłaszczonymi policzkami.
- Myneyshi
- Massassi(wymarli)
- Melodianie

## N

### Neimoidianie
Neimoidianie – rasa humanoidów w fikcyjnym świecie Gwiezdnych wojen. Neimoidianie to potomkowie kolonistów durosjańskich, którzy dawno temu osiedlili się na Neimoidii. Neimoidianie wykluwają się z jaj, a następnie przechodzą w stadium larwalne. Nowe larwy skupiają się w rojach. Otrzymują szczątkowe ilości pożywienia, wiele z nich umiera, przeżywają tylko te, które nauczą się gromadzić i przechowywać zapasy żywności. Neimoidanie panicznie boją się śmierci, dlatego najczęściej zostają handlowcami, a w razie zagrożenia śmiercią uciekają lub poddają się.
- Nikto
- Noghri
- Nosaurianie
- Neti
- Nuknog
- Nautolanie
- Nagai

## P
- Pacithhipowie
- Pływacy
- P'w'ecki
- Phuii
- Pydyrianie
- Psadanie

## Q
- Quermianie
- Quarrenowie

## R
- Rakatanie
- Rodianie

## S
- Selkhatowie
- Sithowie
- Ssi-Ruukowie
- Selonianie
- Sullustianie
- Sneevelanie
- Sy Myrthianie

## T
- Tarnab

- Talzowie
- Tchuukthai
- Teeki
- Thisspiassianie

### Togrutanie
Togrutanie, to inteligentna rasa, zamieszkująca planetę Shili. Należała do niej m.in. Ahsoka Tano.
- Toka
- Toonganie
- Toydarianie
- Tynnanie
- t'landa Til
- Triffianie
- Trandoszalanie

### Twi′lekowie
Twi′lekowie, to inteligentna rasa, o zielonej skórze. Należała do niej m.in. mistrzyni Jedi, Aayla Secura.

## U
- Ugnaughci

## V
- Veknoidzi
- Vratix
- Vorsy
- Vulpteranie

## W
- Weequay
- Wookiee
- Whill

## X
- Xextosi
- Xamsterzy

## Y
- Yuuzhan Vongowie(inne języki)
- Yaka
- Yuzzumy
- Yevethowie
- Ysanna

## Z
- Zabrak
- Zieleniaki (Greenie)